# Comuna Novoselivka, Orihiv
Novoselivka (în ucraineană Новоселівка) este o comună în raionul Orihiv, regiunea Zaporijjea, Ucraina, formată din satele Iehorivka și Novoselivka (reședința).

## Demografie
Componența lingvistică a comunei Novoselivka
     Ucraineană (96,61%)
     Rusă (3%)
     Alte limbi (0,39%)
Conform recensământului din 2001, majoritatea populației comunei Novoselivka era vorbitoare de ucraineană (96,61%), existând în minoritate și vorbitori de rusă (3%).